# اسحاق الحسینی
اسحاق بن موسی حسینی (۱۹۰۴ – ۱۹۹۰) ادیب و زبان‌شناس فلسطینی در سدهٔ بیستم میلادی بود. ابتدا در قدس آموزش یافت و سپس به دانشگاه قاهره رفت و دکترای خود را دانشگاه لندن گرفت. وی در دانشکدهٔ رشیدیه و دانشکدهٔ عربی به تدریس پرداخت. پس از پایان سرپرستی بریتانیا بر فلسطین در سال ۱۹۴۸، استاد دانشگاه آمریکایی بیروت برگزیده شد. حسینی، بررسی‌های خود در زبان عربی را در دانشگاه‌های قاهره به‌ویژه دانشگاه آمریکایی قاهره ادامه داد. در سال ۱۹۷۳ به قدس بازگشت و به عنوان استادیار دانشکدهٔ ادبیات دختران در دانشگاه قدس انتخاب شد. حسینی همچنین عضو فرهنگستان زبان عربی در قاهره و امان بود.

ابن قتیبه، خاطرات یک مرغ، یادمان‌مانده‌های قدس، نقد ادبی معاصر، عروض آسان، اساس در قواعد زبان عربی، درآمدی بر ادبیات معاصر عربی از آثار اوست. بخشی از کتابخانهٔ شخصی او که ۷ هزار جلد را شامل می‌شد به دار اِسعاف نشاشیبی تفویض شد و بخشی دیگر به کتابخانهٔ دانشگاه قدس.